# Andrew Bogut
Andrew Michael Bogut (ur. 28 listopada 1984 w Melbourne) – australijski koszykarz chorwackiego pochodzenia, grający na pozycji środkowego.
Do NBA trafił w 2005, kiedy to został wybrany z 1 numerem draftu przez Milwaukee Bucks. To drugi po Yao Mingu pierwszy numer draftu niebędący Amerykaninem. Zanim jednak trafił do NBA grał w NCAA i reprezentował University of Utah. Później grał dla reprezentacji Australii na igrzyskach olimpijskich w Atenach w 2004 oraz na mistrzostwach świata w Japonii w 2006.
Andrew zakończył sukcesem debiutancki sezon NBA w drużynie Milwaukee Bucks zdobywając średnio 9,4 pkt i 7 zbiórek na mecz, zagrał we wszystkich 82 meczach wychodząc 77 razy w pierwszej piątce „Kozłów”. Został wybrany do I składu debiutantów NBA w sezonie 2005/06 i zajął trzecie miejsce w wyścigu po nagrodę debiutanta roku, zwyciężył Chris Paul. W fazie play-off zagrał w pięciu meczach zdobywając średnio 8,6 pkt i 6,2 zbiórki.
7 lipca 2016 trafił wraz z wyborem II rundy draftu do Dallas Mavericks. 23 lutego 2017 został wytransferowany do Philadelphia 76ers wraz z Justinem Andersonem oraz chronionym wyborem I rundy draftu 2017 w zamian za Nerlensa Noela. 4 dni później został zwolniony. 2 marca podpisał mowę do końca sezonu z Cleveland Cavaliers. 13 marca został zwolniony, po zatrudnieniu przez klub Larry'ego Sandersa. 19 września został zawodnikiem Los Angeles Lakers. Klub zwolnił go 6 stycznia 2018. 23 kwietnia 2018 Bogut podpisał kontrakt z australijską drużyną Sydney Kings, występującą w lidzie NBL.
6 marca 2019 zawarł umowę do końca sezonu z Golden State Warriors. Po opuszczeniu klubu dołączył ponownie do Sydney Kings.

## Osiągnięcia

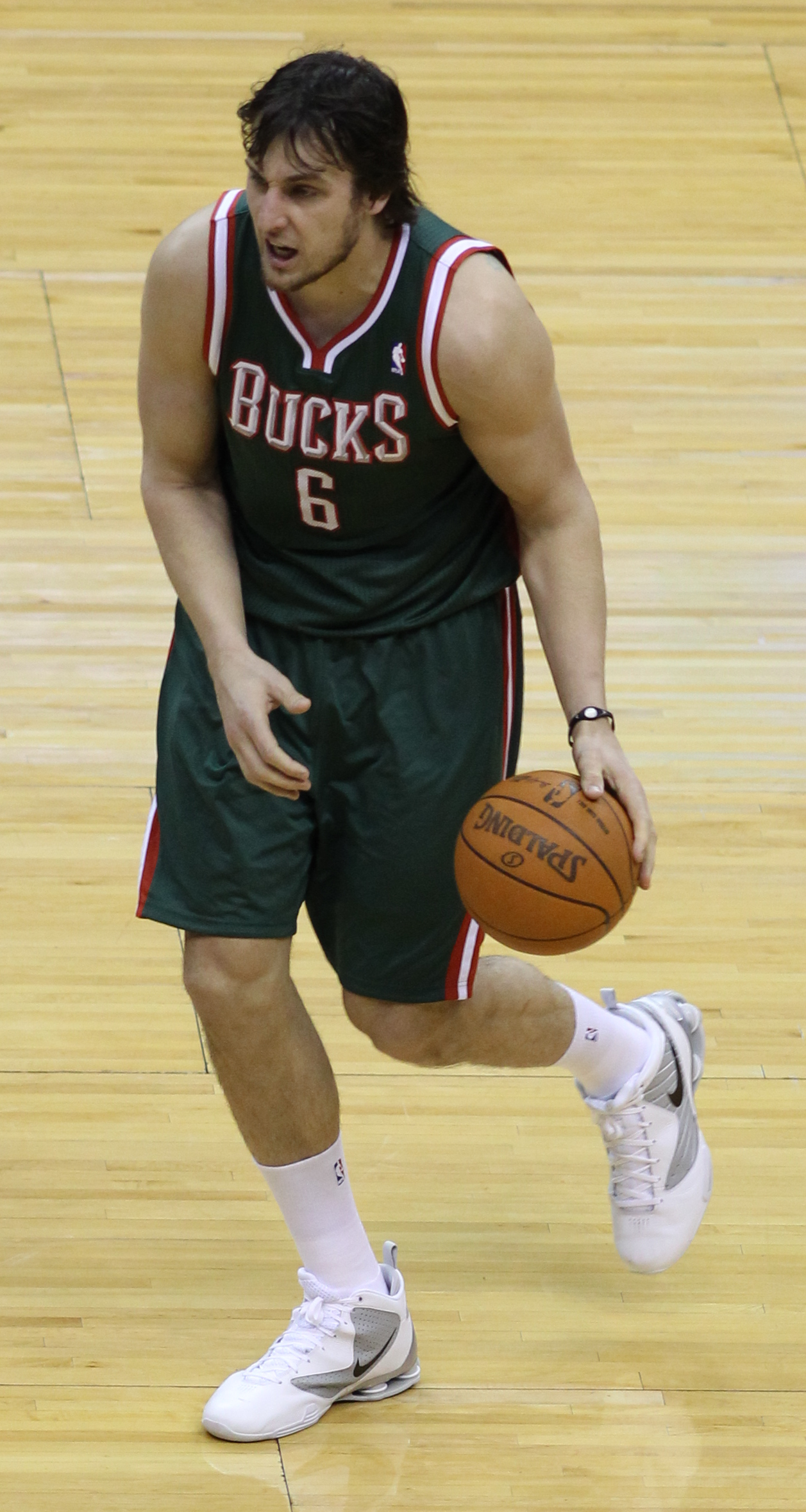
Bogut w barwach Milwaukee Bucks.

Na podstawie, o ile nie zaznaczono inaczej.

### NCAA
- Mistrz:
  - konferencji Mountain West (2005)
  - turnieju konferencji Mountain West (2004)
- Koszykarz Roku:
  - NCAA:
    - im. Naismitha (2005)[14]
    - im. Johna R. Woodena (2005)[15]
    - według:
      - National Association of Basketball Coaches (2005)[16]
      - Associated Press (2005)[17]
      - Basketball Times (2005)

    - Oscar Robertson Trophy (USBWA Player of the Year) (2005)[18]

  - konferencji Mountain West(2005)[19]
- Najlepszy pierwszoroczny zawodnik konferencji Mountain West (2004)
- Zdobywca Pete Newell Big Man Award (2005)[20]
- Zaliczony do:
  - I składu:
    - All-American (2005)
    - konferencji Mountain (2005)
    - turnieju:
      - konferencji Mountain West (2005)
      - Great Alaska Shootout (2005)

  - II składu konferencji Mountain West (2004)
- Drużyna Utah Utes zastrzegła należący do niego numer 4

### NBA
- Mistrz NBA (2015)[21]
- Wicemistrz NBA (2016, 2019)[22]
- Zaliczony do:
  - I składu debiutantów NBA (2006)[23]
  - II składu defensywnego NBA (2015)[24]
  - III składu NBA (2010)
- Debiutant miesiąca (styczeń 2006)
- Zawodnik tygodnia (15.03.2010)
- 2-krotny uczestnik Rising Stars Challenge (2006, 2007)
- Lider NBA w blokach (2011)[25]

### Inne
- Wicemistrz Australii (2020)
- MVP NBL (2019)
- Obrońca roku NBL (2019)
- Zaliczony do:
  - I składu NBL (2019)
  - II składu NBL (2020)
- Lider NBL w:
  - zbiórkach (2019)
  - blokach (2019)

### Reprezentacja
- Mistrz:
  - Oceanii (2015)
  - świata U–19 (2003)
- Wicemistrz turnieju FIBA Diamond Ball (2008)
- MVP mistrzostw świata U–19 (2003)
- Uczestnik
  - igrzysk olimpijskich (2004 – 9. miejsce, 2008 – 7. miejsce, 2016 – 4. miejsce)
  - mistrzostw świata (2006 – 9. miejsce)
  - turnieju FIBA Diamond Ball (2004 – 5. miejsce, 2008)
- Lider mistrzostw świata U–19 w zbiórkach (2003 – 17)[26]

## Rekordy kariery
| Statystyka              | Data              | Przeciwko             |
| ----------------------- | ----------------- | --------------------- |
| Punkty: 31              | 21 grudnia 2009   | Indiana Pacers        |
| Zbiórki: 24             | 12 stycznia 2007  | Philadelphia 76ers    |
| Zbiórki w ataku: 9      | 2 razy            | —                     |
| Zbiórki w obronie: 17   | 19 listopada 2008 | Utah Jazz             |
| Asysty: 8               | 12 marca 2007     | Toronto Raptors       |
| Bloki: 5                | 4 razy            | —                     |
| Przechwyty: 4           | 5 stycznia 2007   | Cleveland Cavaliers   |
| Minuty: 50              | 8 lutego 2007     | NO/Okla. City Hornets |
| Celne rzuty z pola: 14  | 2 razy            | —                     |
| Oddane rzuty z pola: 22 | 11 marca 2008     | Washington Wizards    |
| Celne rzuty "za 3": 1   | 1 grudnia 2006    | Phoenix Suns          |
| Oddane rzuty "za 3": 1  | 16 razy           | —                     |
| Celne rzuty wolne: 9    | 14 kwietnia 2008  | Chicago Bulls         |
| Oddane rzuty wolne: 14  | 14 kwietnia 2008  | Chicago Bulls         |
| Na podstawie NBA.com    |                   |                       |

## Statystyki

### Statystyki naIO 2004 w Atenach
| rok  | drużyna   | mecze | min/mecz | pkt | pkt/mecz | % z gry | % za 3 | % wolne | asysty | a/mecz | zbiórki | zbiórki/mecz | prz | prz/mecz | bl | bl/mecz |
| ---- | --------- | ----- | -------- | --- | -------- | ------- | ------ | ------- | ------ | ------ | ------- | ------------ | --- | -------- | -- | ------- |
| 2004 | Australia | 6     | 28,2     | 82  | 13,7     | 62,2%   | 44,4%  | 51,9%   | 8      | 1,3    | 54      | 9            | 4   | 0,7      | 6  | 1       |

### Statystyki naMŚ w Japonii 2006
| rok  | drużyna   | mecze | min/mecz | pkt | pkt/mecz | % z gry | % za 3 | % wolne | asysty | a/mecz | zbiórki | zbiórki/mecz | prz | prz/mecz | bl | bl/mecz |
| ---- | --------- | ----- | -------- | --- | -------- | ------- | ------ | ------- | ------ | ------ | ------- | ------------ | --- | -------- | -- | ------- |
| 2006 | Australia | 6     | 29,3     | 7   | 12,8     | 50%     | 28,6%  | 60,7%   | 18     | 3      | 37      | 6,2          | 4   | 0,7      | 4  | 0,7     |